# Anastasija Vasyl'jeva
Anastasija Juriïvna Vasyl'jeva, accreditata come Anastasiya Vasylyeva dalla WTA (in ucraino Анастасія Юріївна Васильєва?; Charkiv, 18 gennaio 1992), è un'ex tennista ucraina.

## Biografia
Vincitrice di nove titoli nel singolare e ventotto titoli nel doppio nel circuito ITF, l'11 agosto 2014 ha raggiunto la sua migliore posizione nel singolare WTA piazzandosi al 129º posto. Il 19 ottobre 2015 ha raggiunto il miglior piazzamento mondiale nel doppio alla posizione n° 145.
Ha disputato un incontro con la squadra ucraina di Fed Cup nel 2016.